# Caraș-Severin
Karaš-Severin (rumunsky Caraș-Severin, maďarsky Krassó-Szörény, slovensky Krašovsko-Severinská župa, srbsky Караш Северин, Karaš Severin, chorvatsky Karaš-Severin, bulharsky Караш-Северин) je župa (rumunsky județ) v rumunské části Banátu. Jejím hlavním městem je Rešice.

## Charakter župy
Karaš-Severin hraničí na severu s župou Timiș, na východě s župami Mehedinți, Hunedoara a Gorj, na jihu a na západě pak se Srbskem. Území župy je hornaté, zasahují sem od jihu Karpaty (místními nazývané Transylvánské Alpy, rumunsky Alpi Transilvaniei), směrem k severovýchodu potom je krajina již rovinatější. Skrz župu údolími řek Cerna a Timiș, mnohými průsmyky, prochází důležitá železniční trať spojující Temešvár a město Drobeta Turnu Severin. Stejnou trasou je vedená i silnice. Dnes sem jezdí turisté, hlavně do hor a do českých vesnic. Župa je bohatá na suroviny, těží se např. dřevo, mramor,…

## Demografie
Župa je součástí regionu Dunaj-Kriš-Maroš-Tisa.
V roce 2002 měla 333 219 obyvatel a hustotu obyvatel 39/km².
Majoritu obyvatelstva tvoří Rumuni (88.24%). Dále zde žijí Romové (2.37%), Chorvati (1.88%), Němci (1.84%), Srbové (1.82%), Maďaři (1.74%) a Ukrajinci (1.05%) a malá česká komunita.
| Rok  | Obyvatelstvo |
| ---- | ------------ |
| 1948 | 302,254      |
| 1956 | 327,787      |
| 1966 | 358,726      |
| 1977 | 385,577      |
| 1992 | 376,347      |
| 2002 | 333,219      |

- Rozloha: 8,514 km² (třetí největší)

## Historie
V roce 1718 patřila župa do Habsburské monarchie jako součást její provincie Banát. Župní město Rešice bylo založeno v roce 1771 a stalo se moderním průmyslovým centrem Rakouska. Župa nabyla vzhledem k jejímu těžebnímu průmyslu na důležitosti. V roce 1855 byla celá oblast Banátu s jeho nerostným bohatstvím a zásobou dřeva převedena z rakouské státní pokladny na rakouskou drážní a důlní společnost ÖStB, která poté postavila nejstarší rumunskou trať Oravice – Baziaș. Po první světové válce převzala správu společnost UDR. Příchod komunistického režimu po druhé světové válce a jeho důraz na znárodňování těžebního průmyslu vyvolali v oblasti sociální nepokoje.

## Města vžupě
- Rešice (hlavní)
- Karansebeš
- Bocșa
- Oravice
- Stará Moldávie
- Nová Moldava
- Oțelu Roșu
- Anina
- Băile Herculane